# Ganzkow

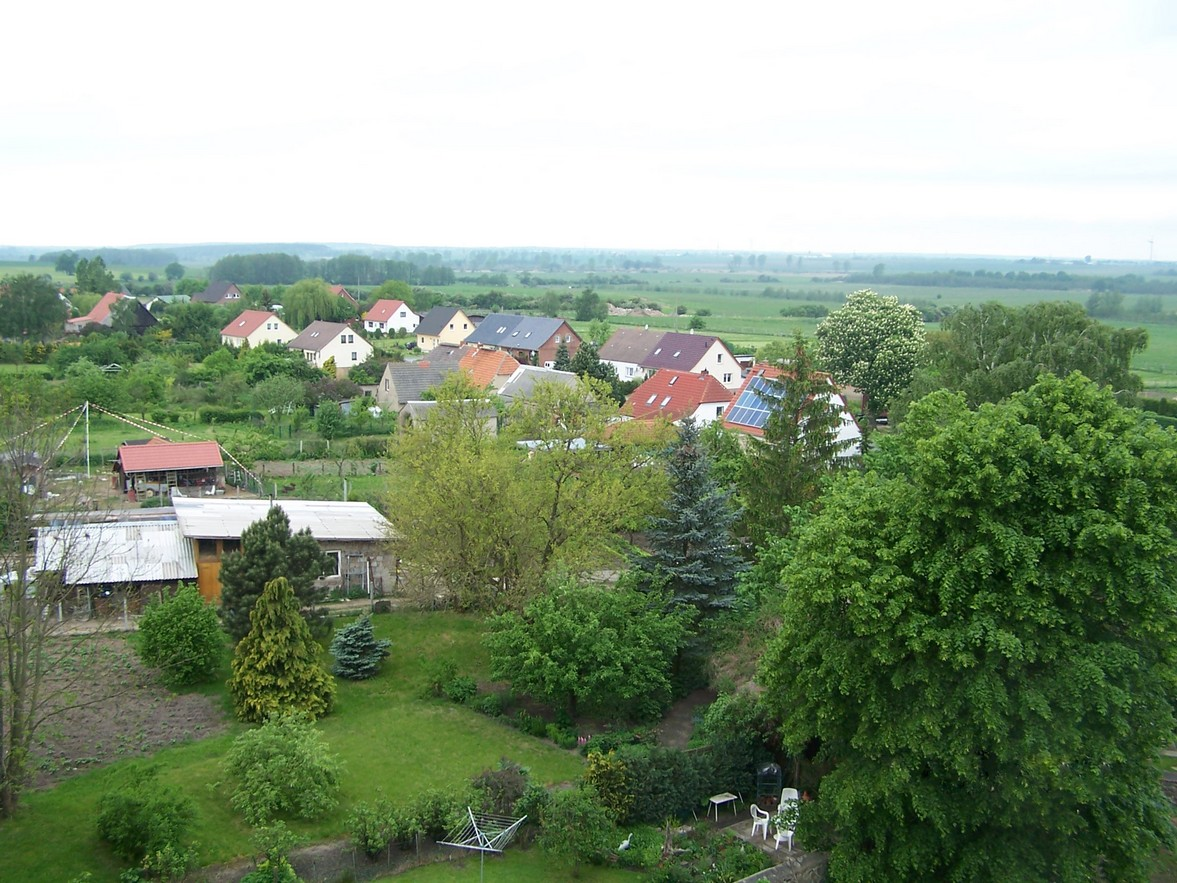
Vue du village de Ganzkow de la tour de l'église

Ganzkow est un petit village du Mecklembourg en Allemagne appartenant à la municipalité de Brunn dans l'arrondissement du Plateau des lacs mecklembourgeois.

## Géographie
Le village se trouve à quinze kilomètres au nord de Neubrandenburg entre les villages de Neddemin, Brunn et Rossow.

## Histoire

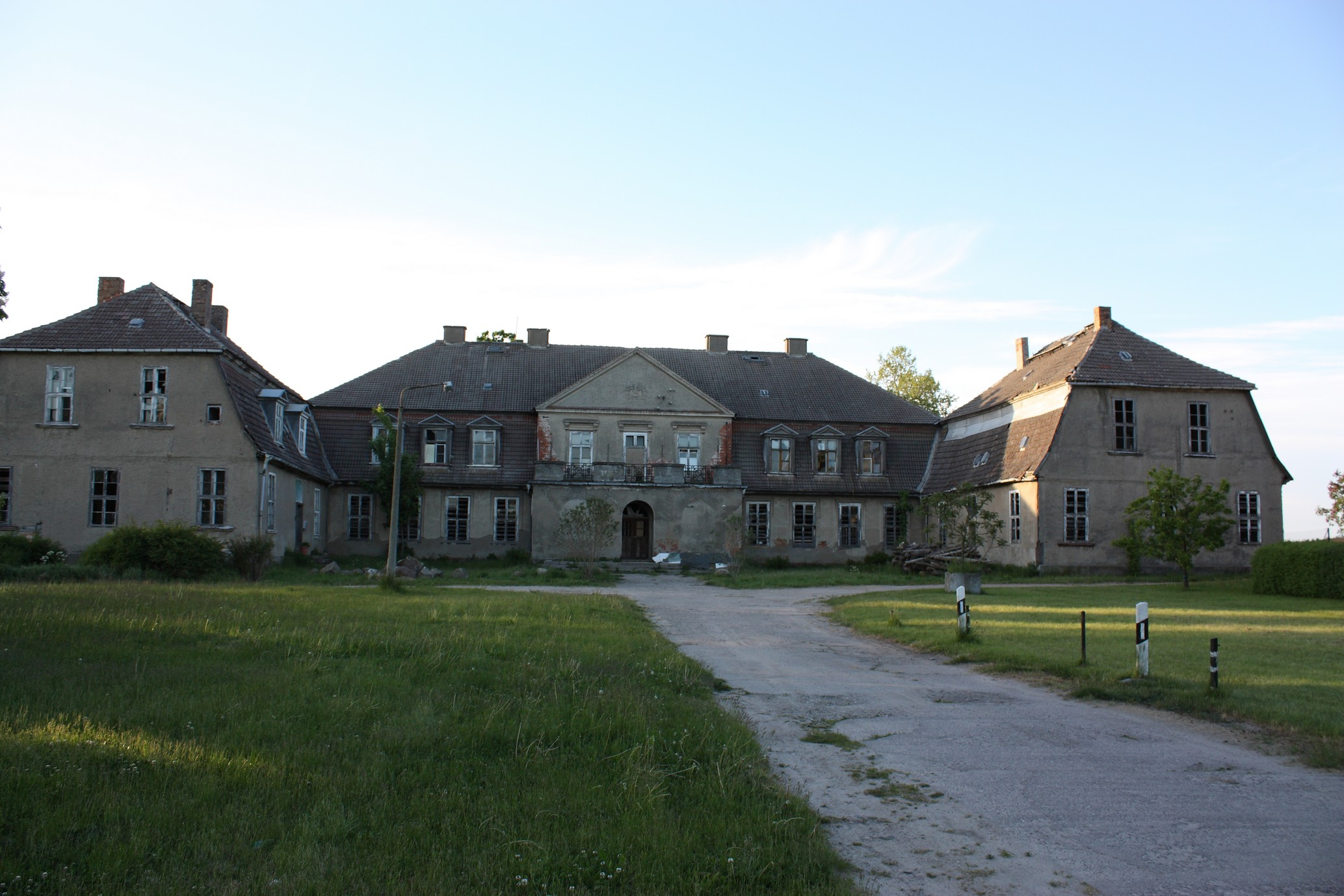
Vue du manoir de Ganzkow

Le village qui témoigne par sa toponymie d'un peuplement slave est mentionné pour la première fois en 1415 comme Gantzkow, son église datant du début du XIVe siècle. Les ducs Balthazar et Henri de Mecklembourg font don de ses terres en fief à Heinrich von der Lühe en 1507. Il passe en 1666 au lieutenant-colonel de cavalerie Johann Friedrich von Barner, mais il est en difficulté financière. Une chasse aux sorcières frappe le village en 1679 et aboutit à la mort sur le bûcher de quatre femmes. Le manoir est bâti par la famille von Barner au début du XVIIIe siècle, avec son toit mansardé à pans coupés typiques du Mecklembourg, et un cadastre cartographié est dessiné en 1758. Le domaine est vendu en 1794 au chambellan Adam Ernst von Voß et à nouveau en 1829 à August von Michael qui est le dernier propriétaire privé du manoir. En effet, le manoir est transformé en école en 1877.
Ganzkow déplore la mort de quatre soldats pendant la guerre de 1914-1918, ce que rappelle une plaque à l'église. La réforme foncière et administrative de 1934 supprime le grand-duché de Mecklembourg-Strelitz (devenu en 1918 État libre, la dynastie ayant été abolie en novembre 1918) et incorpore Ganzkow au Mecklembourg. Des prisonniers polonais puis soviétiques viennent travailler comme ouvriers agricoles.
L'Armée rouge fait son entrée au village le 25 avril 1945 et au début de l'année 1946 toutes les terres agricoles sont nationalisées. En 1952, le village fait partie du nouveau district de Neubrandenburg-Land. Une coopérative agricole du type kolkhoze à l'allemande (LPG) « Freies Leben » (Vie libre) est fondée en regroupant toutes les exploitations du village, le 18 juin 1956. Le club villageois ouvre en 1960 et une stèle est inaugurée en 1966 avec l'inscription « VOM ICH ZUM WIR » (De moi à nous), en témoignage de mentalité collective. La coopérative est englobée en 1969 dans plusieurs autres LPG des environs pour créer la LPG de Brunn du nom de Neuland. Ce système cesse en 1991 à la réunification allemande.
L'autoroute atteint les environs en 2002.

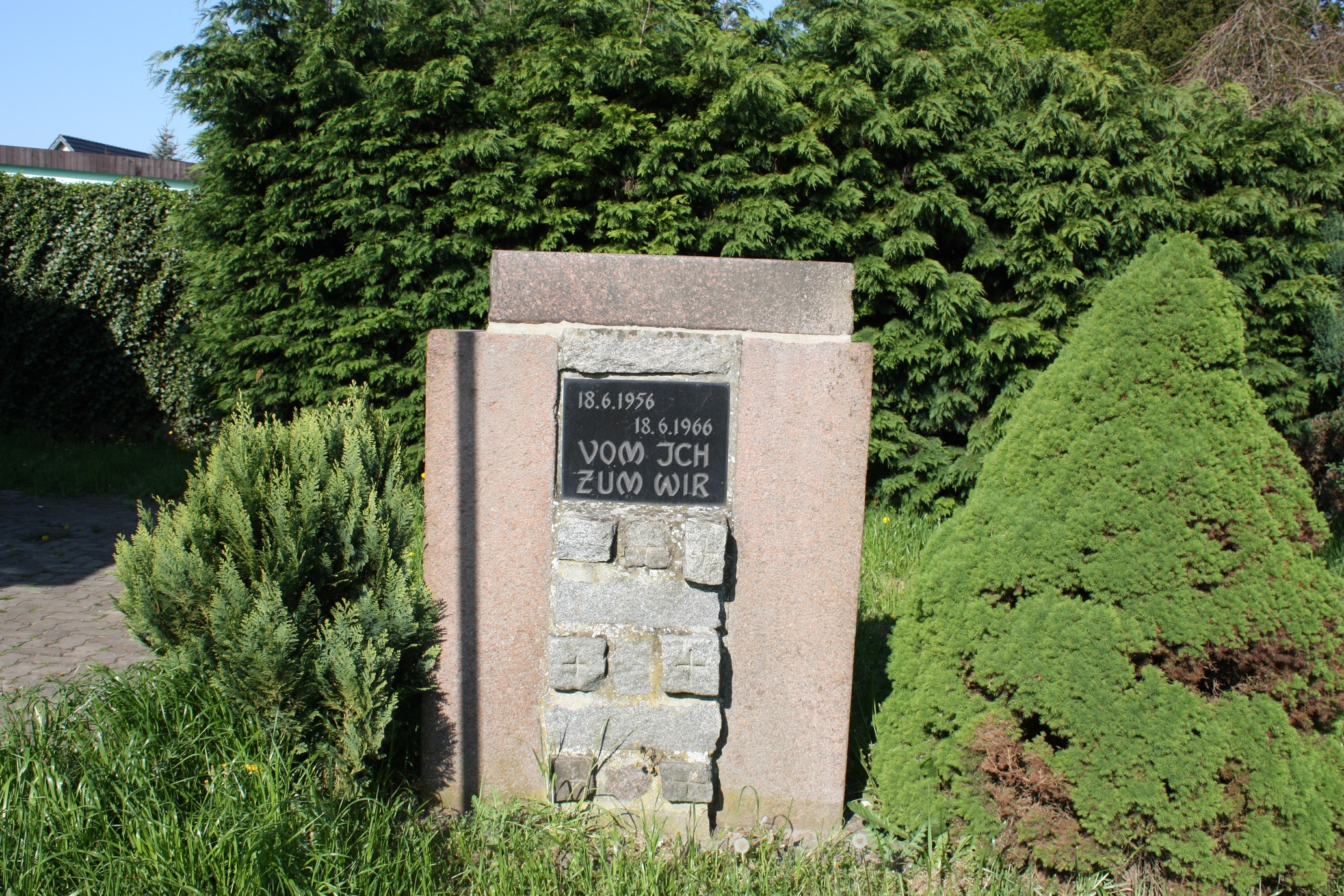
Stèle: de moi à nous
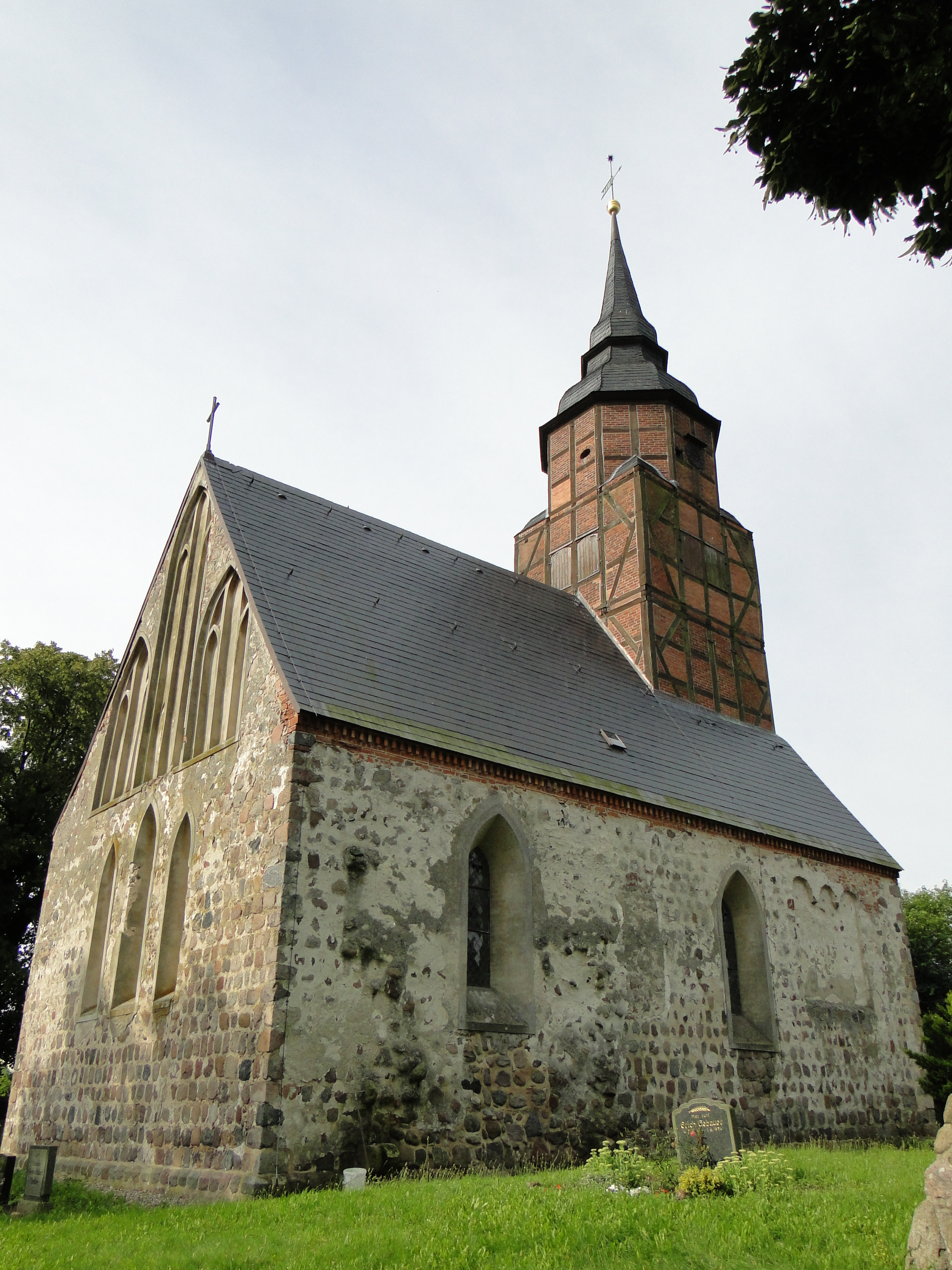
Vue de l'église (XIVe siècle)
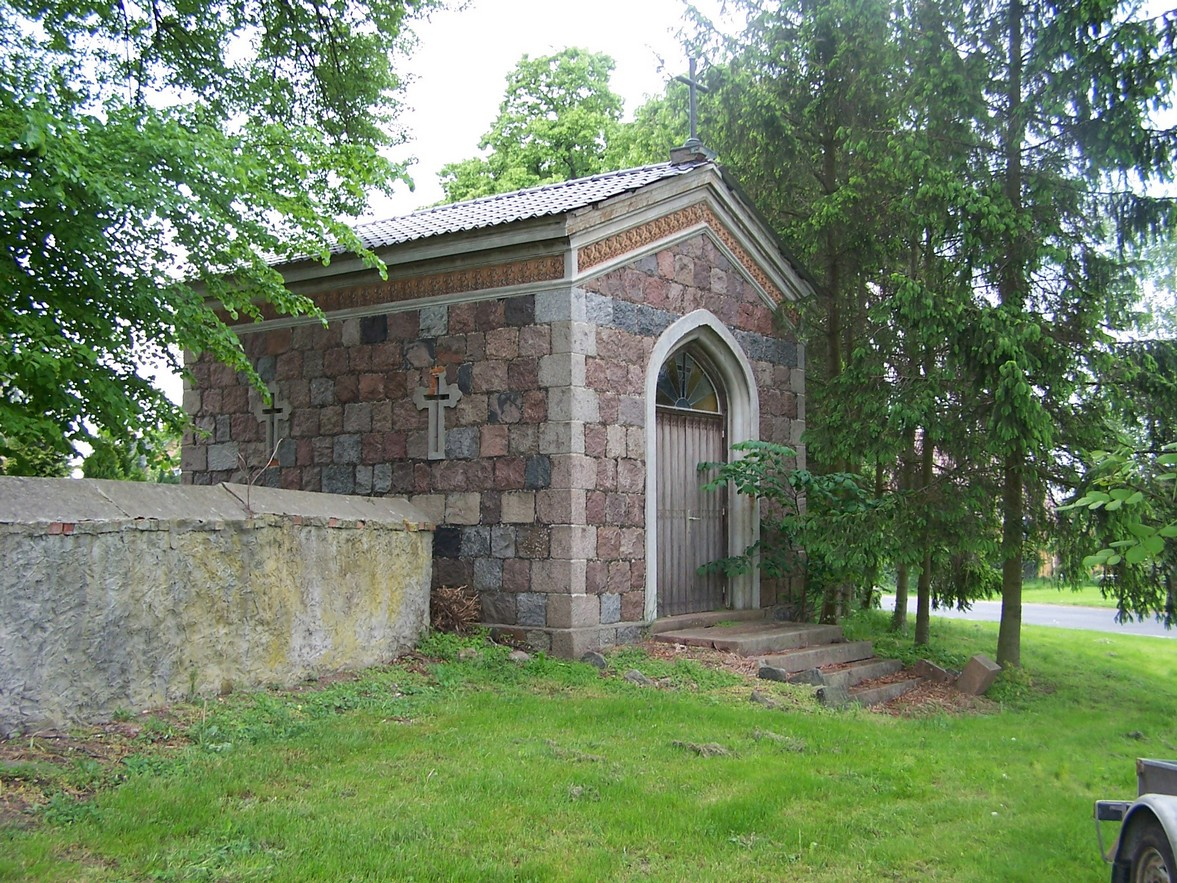
Chapelle funéraire au cimetière
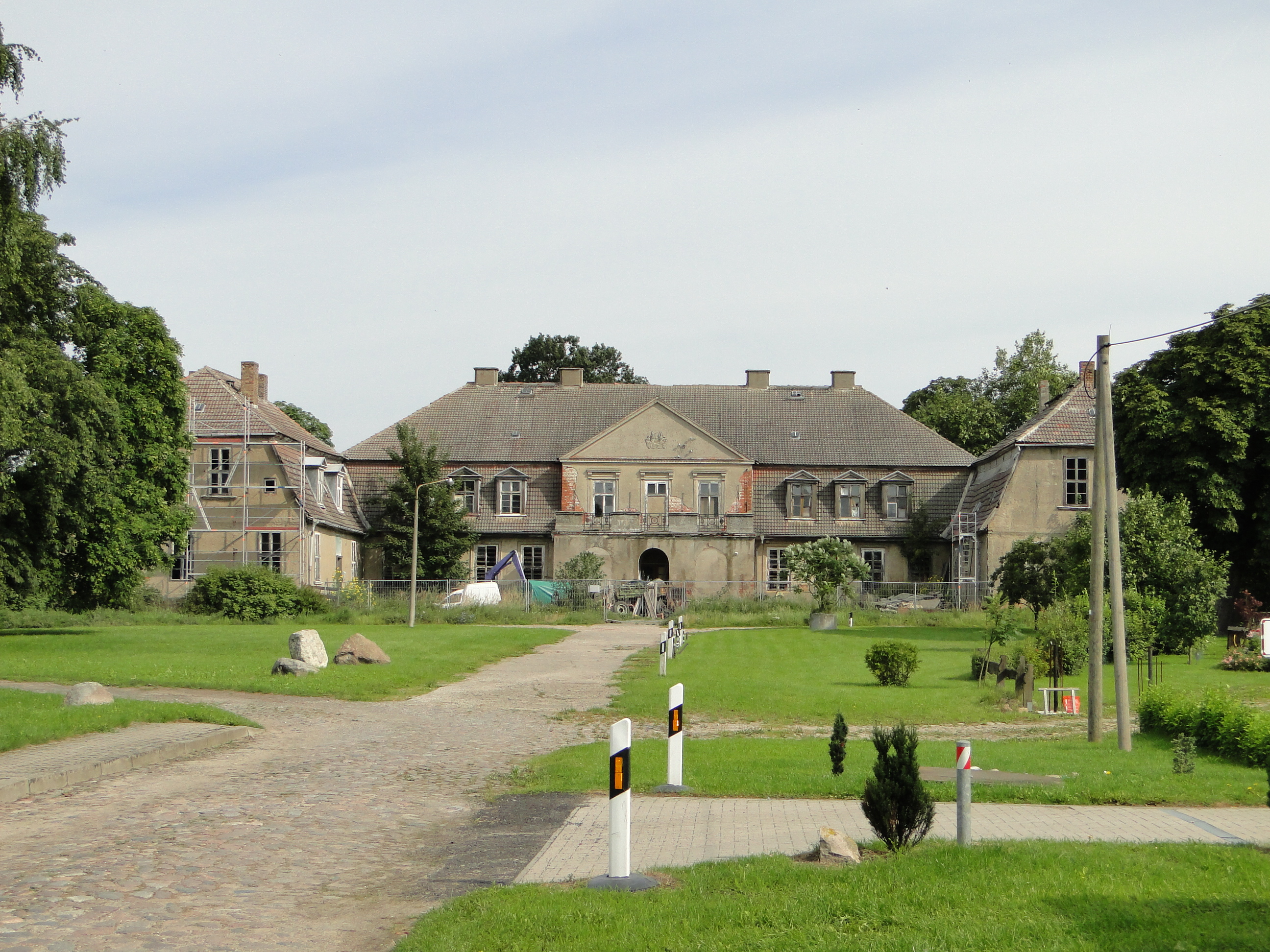
Vue du manoir en 2011 en cours de restauration

## Source
- (de) Cet article est partiellement ou en totalité issu de l’article de Wikipédia en allemand intitulé « Ganzkow (Brunn) » (voir la liste des auteurs).